# Lorenzo Bertini

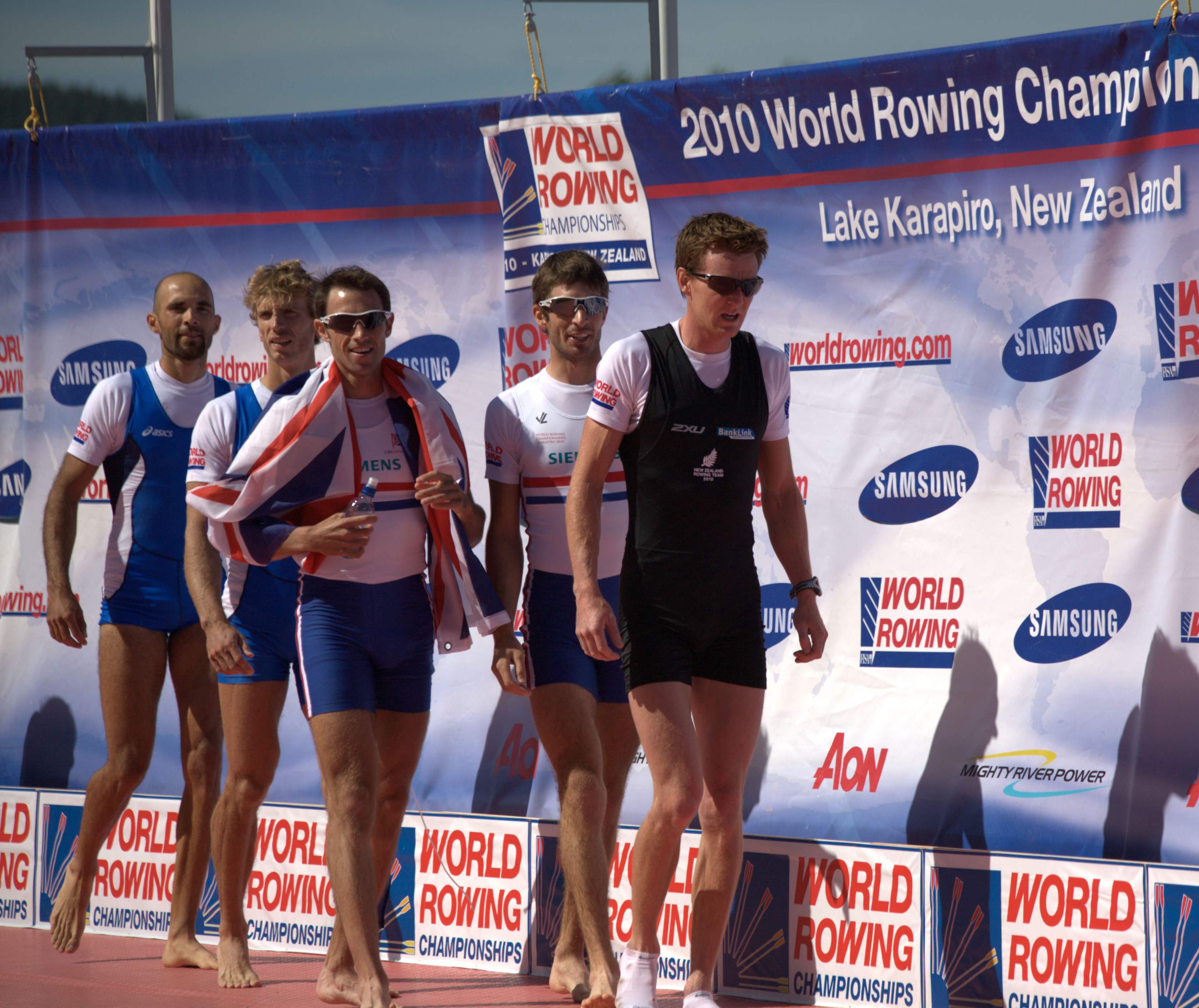
Bertini (ganz links) bei der Siegerehrung der WM 2010

Lorenzo Bertini (* 1. Juni 1976 in Pontedera) ist ein ehemaliger italienischer Leichtgewichts-Ruderer, der zwischen 1995 und 2011 eine olympische Bronzemedaille und elf Weltmeisterschaftsmedaillen gewann.

## Karriere
Bertini begann 1988 mit dem Rudersport. 1993 belegte er mit dem Doppelvierer den vierten Platz bei den Junioren-Weltmeisterschaften, 1994 erhielt der italienische Vierer die Silbermedaille. Bei den Ruder-Weltmeisterschaften 1995 gewann Bertini seine erste Medaille in der Erwachsenenklasse, als er mit dem italienischen Leichtgewichts-Doppelvierer den dritten Platz belegte. Im Jahr darauf gewann der italienische Vierer die Goldmedaille bei den Ruder-Weltmeisterschaften 1996. Nach einem Jahr ohne internationalen Start saß Bertini 1998 wieder im italienischen Doppelvierer, der zwei Weltcupregatten gewann und auch den Titel bei den Weltmeisterschaften 1998 in Köln.
1999 ruderte Bertini im italienischen Leichtgewichts-Achter, mit dem er bei den Weltmeisterschaften den dritten Platz belegte. 2001 saß Bertini im Leichtgewichts-Vierer ohne Steuermann, bei den Weltmeisterschaften belegte das Boot den vierten Platz. Im Jahr darauf gewann der italienische Vierer Weltmeisterschafts-Silber hinter dem dänischen Boot. Bei den Ruder-Weltmeisterschaften 2003 wurde der italienische Vierer Dritter hinter den Dänen und den Niederländern. Mit dem Leichtgewichts-Vierer gelang Bertini 2004 auch seine einzige Olympiateilnahme, das Boot gewann in Athen die Bronzemedaille hinter den Dänen und dem australischen Vierer, der Vorsprung auf die viertplatzierten Niederländer betrug fünf Hundertstelsekunden. 2005 trat Bertini bei den Weltmeisterschaften mit einem auf zwei Positionen neu besetzten Vierer an, das Boot gewann erneut eine Bronzemedaille, diesmal hinter Franzosen und Iren.
Nach einer schwächeren Saison 2006 kehrte Bertini 2007 nach neun Jahren vom Riemenrudern zurück zum Skull. Bei den Weltmeisterschaften 2007 in München belegte er den zweiten Platz im Leichtgewichts-Einer hinter dem Neuseeländer Duncan Grant. Im Jahr darauf belegte Bertini den vierten Platz im Einer bei den Weltmeisterschaften 2008, bei den Europameisterschaften gewann er zusammen mit Daniele Gilardoni Silber hinter dem griechischen Zweier ohne Steuermann. 2009 ruderte Bertini in der Weltcupsaison im Einer, bei den Weltmeisterschaften saß er im Doppelvierer und gewann seinen dritten Titel nach 1996 und 1998.
Bei den Europameisterschaften gewann Bertini zusammen mit Elia Luini Silber hinter dem griechischen Doppelzweier und vor den Franzosen. Auch 2010 ruderten Bertini und Luini im Doppelzweier, nach einem zweiten und einem vierten Platz im Weltcup und dem sechsten Platz bei den Europameisterschaften bedeutete die Silbermedaille hinter den Briten bei den Weltmeisterschaften einen eher unerwarteten Erfolg. Bei den Weltmeisterschaften 2011 erhielten Bertini und Luini die Bronzemedaille hinter Briten und Neuseeländern, zum Saisonabschluss gewannen die beiden den Titel bei den Europameisterschaften in Plowdiw. 2012 fuhr Bertini zwar im Weltcup zusammen mit Luini, musste aber die Teilnahme an den Olympischen Spielen absagen und trat auch danach nicht mehr an.
Bertini hatte bei einer Körpergröße von 1,87 Metern ein für Leichtgewichte typisches Wettkampfgewicht von etwa 71 Kilogramm.

## Medaillen bei internationalen Meisterschaften
(OS = Olympische Spiele; WM = Weltmeisterschaften; EM = Europameisterschaften)
- WM 1995: 3. Platz im Leichtgewichts-Doppelvierer (Lorenzo Bertini, Paolo Pittino, Franco Sancassani, Massimo Guglielmi)
- WM 1996: 1. Platz im Leichtgewichts-Doppelvierer (Lorenzo Bertini, Paolo Pittino, Franco Sancassani, Massimo Guglielmi)
- WM 1998: 1. Platz im Leichtgewichts-Doppelvierer (Lorenzo Bertini, Elia Luini, Paolo Pittini, Franco Sancassini)
- WM 1999: 3. Platz im Leichtgewichts-Achter (Lorenzo Bertini, Filippo Dodero,  Stefano Fraquelli, Carlo Grande, Andrea Lupini, Salvatore Messina, Marco Paniccia, Bruno Pasqualini und Steuermann Antonio Cirillo)
- WM 2002: 2. Platz im Leichtgewichts-Vierer ohne Steuermann (Lorenzo Bertini, Catello Amarante, Salvatore Amitrano, Bruno Mascarenhas)
- WM 2003: 3. Platz im Leichtgewichts-Vierer ohne Steuermann (Lorenzo Bertini, Catello Amarante, Salvatore Amitrano, Bruno Mascarenhas)
- OS 2004: 3. Platz im Leichtgewichts-Vierer ohne Steuermann (Lorenzo Bertini, Catello Amarante, Salvatore Amitrano, Bruno Mascarenhas)
- WM 2005: 3. Platz im Leichtgewichts-Vierer ohne Steuermann (Lorenzo Bertini, Salvatore Di Somma, Elia Luini, Bruno Mascarenhas)
- WM 2007: 2. Platz im Leichtgewichts-Einer
- EM 2008: 2. Platz im Leichtgewichts-Doppelzweier (Lorenzo Bertini, Daniele Gilardoni)
- WM 2009: 1. Platz im Leichtgewichts-Doppelvierer (Franco Sancassini, Daniele Gilardoni, Lorenzo Bertini, Stefano Basalini)
- EM 2009: 2. Platz im Leichtgewichts-Doppelzweier (Lorenzo Bertini, Elia Luini)
- WM 2010: 2. Platz im Leichtgewichts-Doppelzweier (Lorenzo Bertini, Elia Luini)
- WM 2011: 3. Platz im Leichtgewichts-Doppelzweier (Lorenzo Bertini, Elia Luini)
- EM 2011: 1. Platz im Leichtgewichts-Doppelzweier (Lorenzo Bertini, Elia Luini)